# بوزقن
بوزقن إحدى بلديات دائرة بوزقن التابعة لولاية تيزي وزو الجزائرية.

## أعلام
- محند أولحاج

## مواضيع ذات صلة
- بلديات ولاية تيزي وزو
- دوائر ولاية تيزي وزو